# نیسکنس کبانو
نیسکنس کبانو (انگلیسی: Neeskens Kebano؛ زادهٔ ۱۰ مارس ۱۹۹۲) بازیکن فوتبال اهل فرانسه است.
از باشگاه‌هایی که در آن بازی کرده‌است می‌توان به باشگاه فوتبال فولام، باشگاه فوتبال خنک، باشگاه فوتبال کان، باشگاه فوتبال رویال شارلوا، و باشگاه فوتبال پاری سن-ژرمن اشاره کرد.
وی همچنین در تیم‌های ملی فوتبال زیر ۱۷ سال فرانسه، زیر ۱۸ سال فرانسه، زیر ۱۹ سال فرانسه، زیر ۲۰ سال فرانسه، و جمهوری دموکراتیک کنگو بازی کرده‌است.

## دوران ملی
کبانو یک ملی پوش سابق جوانان فرانسوی است که در رده‌های زیر ۱۷، ۱۸ و ۱۹ سال فرانسه بازی‌های ملی انجام داده‌است. او اولین بازی ملی خود را در سال ۲۰۰۸ در مسابقات قهرمانی زیر ۱۷ سال اروپا انجام داد.
وی در حال حاضر یک بازیکن ملی‌پوش جمهوری دموکراتیک کنگو است. اولین بازی او در ۱۵ اکتبر ۲۰۱۴ مقابل ساحل عاج در آبیجان بود. تیم او ۳–۴ پیروز شد و او اولین گل بازی را پس از ۲۳ دقیقه به ثمر رساند.